# Forno da Cal
Koordinaten: 40° 4′ 2″ N, 8° 43′ 47″ W
Der Forno da Cal (deutsch Kalkofen) ist ein seit langem als Steinbruch verwendeter Kalksteinhügel mit einem noch bis in die Jungsteinzeit genutzten Concheiro und einem ausgegangenen endneolithischen Gräberfeld nördlich von Vinha da Rainha im Distrikt Coimbra in Portugal. 

## Lage
Der Forno da Cal liegt etwa 10 km im Hinterland der Atlantikküste in der Zentralregion südöstlich von Figueira da Foz an einem Nebenfluss des Rio do Pranto. Vermutlich war das Schwemmland über die Ilha da Murraceira hinaus in neolithischer Zeit eine Meeresbucht. Der nördlich des Ortes Vinha da Rainha liegende Hügel erstreckt sich von Nordwesten ansteigend nach Südosten.

## Bestattungen
1897 veröffentlichte A. dos Santos Rocha (1853–1910) Berichte über die Entdeckung prähistorischer Gräber während der Sprengarbeiten an der Hügelbasis. Die zeitgemäß etwas unklaren Berichte stützen Vermutungen, dass hier ein neolithisch-kupferzeitlicher Bestattungsplatz lag. Im ersten Bericht ist die Rede von der Entdeckung einer Krypta, was auf Felskuppelgräbern oder Naturhöhlen deutet. Die Anlagen sind nicht erhalten.

## Der Muschelhaufen
Auf dem Hügel sieht man heute noch an einigen Stellen die Reste eines Muschelhaufens (portugiesisch: Concheiro). A. dos Santos Rocha erkannte auf einer Länge von 40 m eine dicke Schicht, die vor allem aus Muscheln bestand. Eingelagert waren Holzkohlestücke, Tierknochen und neolithische Funde, vor allem Keramik der Cardial- oder Impressokultur, die für das Frühneolithikum dieser Gegend charakteristisch ist.